# Новечешть (Прахова)
Новечешть, Новечешті (рум. Novăcești) — село у повіті Прахова в Румунії. Входить до складу комуни Флорешть.
Село розташоване на відстані 70 км на північ від Бухареста, 22 км на північний захід від Плоєшті, 71 км на південь від Брашова.

## Населення
За даними перепису населення 2002 року у селі проживали 752 особи, усі — румуни. Усі жителі села рідною мовою назвали румунську.